# Danito
Danito, właśc. Daniel Cuta (ur. 6 lipca 1966 w Lourenço Marques) – mozambicki piłkarz grający na pozycji pomocnika. W swojej karierze rozegrał 25 meczów w reprezentacji Mozambiku.

## Kariera klubowa
Swoją karierę piłkarską Danito rozpoczął w klubie Ferroviário Maputo. W 1985 roku zadebiutował w jego barwach w pierwszej lidze mozambickiej. Grał w nim do 1992 roku. W 1989 roku wywalczył z nim dublet - mistrzostwo i Puchar Mozambiku. W latach 1993–1994 występował w CD Maxaquene. W 1994 roku sięgnął z nim po krajowy puchar. W latach 1995–2001 ponownie występował w Ferroviário Maputo, w którym zakończył karierę. Trzykrotnie wywalczył z nim mistrzostwo Mozambiku w sezonach 1996, 1997 i 1998/1999.

## Kariera reprezentacyjna
W reprezentacji Mozambiku Danito zadebiutował 16 kwietnia 1989 w przegranym 0:1 meczu kwalifikacji do Pucharu Narodów Afryki 1990 z Zambią, rozegranym w Matoli. Od 1989 do 1998 wystąpił w kadrze narodowej 25 razy.